# Ishimoto Kikuji
Ishimoto Kikuji (石本喜久治) est un architecte japonais né à Kobe le 15 février 1894 et mort le 27 novembre 1963. Il se fait connaitre pour ses réalisations modernistes comme le siège du journal Asahi Shimbun à Tokyo ou le grand magasin Shiroyuki.

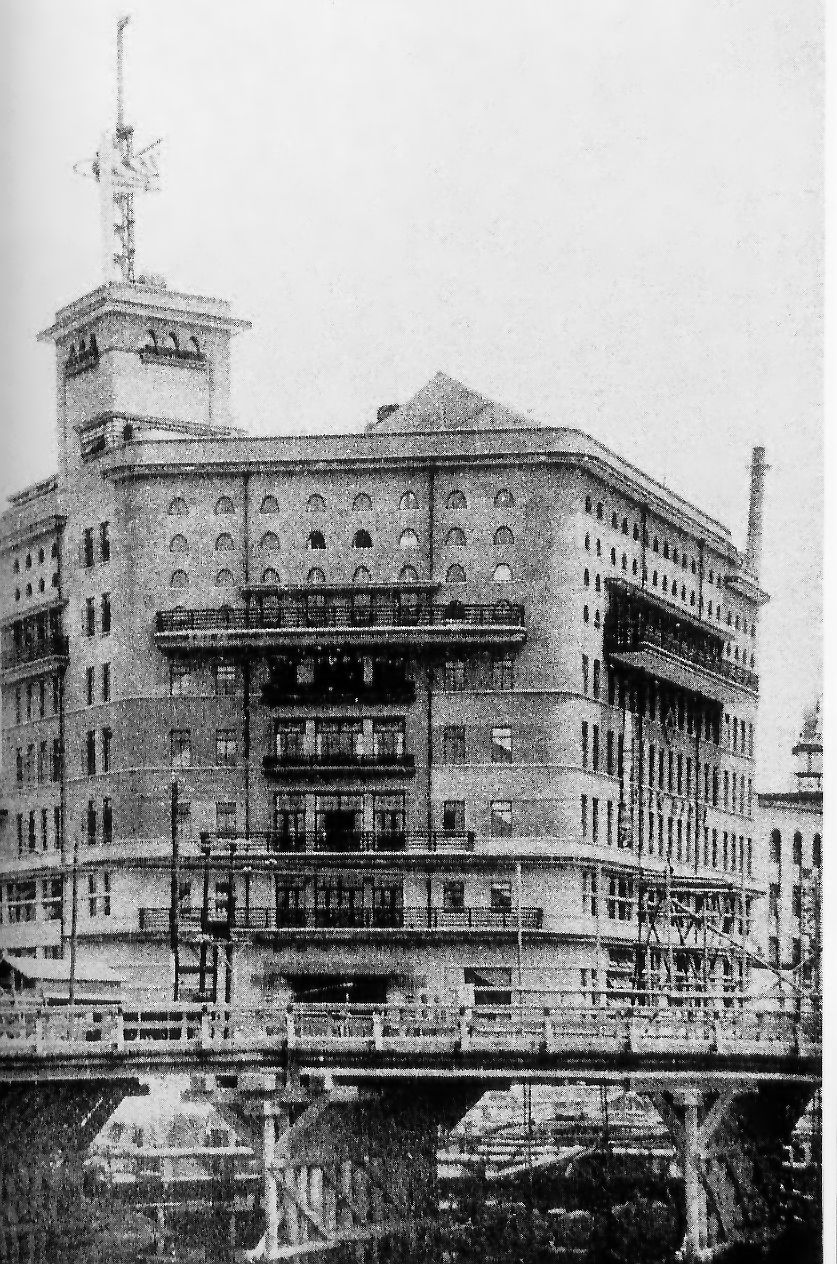
Siège du journal Asahi Shinbum réalisé par Ishimoto Kikuji(1927).
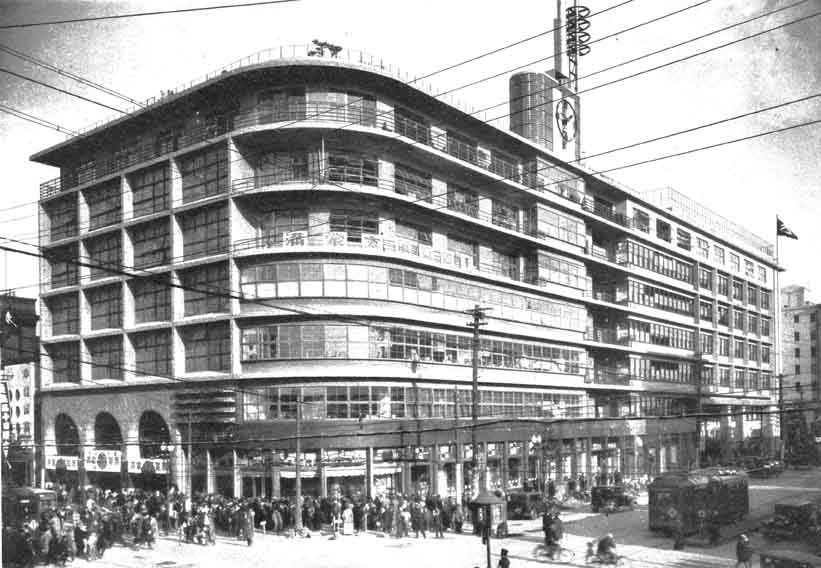
Grand magasin Shirokiya réalisé par Ishimoto Kikuji (1928).